# アメリカン・アンティクィテイ
アメリカン・アンティクィテイ誌（American Antiquity)は、アメリカ考古学協会の機関誌で、世界的にも権威のある考古学の学術雑誌である。1月、4月、7月、10月の年4回刊行され、平均して1冊200ページくらいの厚さで編集されている。北米から南米までの遺跡や考古学の方法論に関する論文をはじめ、発掘調査レポート、書評、新刊紹介、コメントが掲載され、活発な論議がなされている。1990年以降、中南米の遺跡に関する論文やレポートは、Laten American Antiquity(ラテン・アメリカン・アンテクィテイ)誌に掲載することとなって、現在は主に北米の遺跡（例えば、ミシシッピ文化、ホープウェル文化、アナサジ、モゴヨン、ホホカムなどを含む南西部文化、フォルサム、クローヴィスなどの石器文化）に関する記事が掲載される。